# Más ritmo
Más Ritmo es el séptimo álbum del arpista Hugo Blanco, grabado en 1964 para el Palacio de la Música. En esta producción salen creaciones como: Suky, La Chicharra, Una Noche En El Llano, Más, Azucena entre otras.
Debido a la demanda de ésta grabación se vuelve a imprimir bajo el título "Hugo Blanco En Trinidad".

## Pistas
| N.º | Canción                                          | Duración |
| --- | ------------------------------------------------ | -------- |
| 1.  | "Suky" Sherland Wilson                           |          |
| 2.  | "El Torito" Slinger Francisco                    |          |
| 3.  | "Beatriz" Larry Moreno                           |          |
| 4.  | "La Chicharra" Hugo Blanco                       |          |
| 5.  | "Hola, Trinidad" Hugo Blanco                     |          |
| 6.  | "Una Noche en El Llano" Hugo Blanco              |          |
| 7.  | "Más" Riz Ortolani, Nino Oliviero, Norman Newell |          |
| 8.  | "Azucena" Noel Petro                             |          |
| 9.  | "Adiós A Jamaica" Lord Burgess                   |          |
| 10. | "El Turpial" Hugo Blanco                         |          |
| 11. | "Surf del Amor" Fernando Bruguera, Hugo Blanco   |          |
| 12. | "Sospecha" Doc Pomus, Mort Shuman                |          |